# Avions de transport régional
Ne doit pas être confondu avec un avion de ligne de type transport régional (ou court-courrier).
Pour les articles homonymes, voir ATR.
L'entreprise ATR (sigle pour Avions de transport régional, en italien : Aerei da Trasporto Regionale) est un groupement d'intérêt économique (GIE) italo-européen fondé en 1982 spécialisé dans la construction aéronautique d'avions turbopropulseurs pouvant transporter de 48 à 78 personnes.
Ce groupement est formé par l'européen Airbus et l'italien Leonardo SPA chacun ayant 50 % des parts du GIE. Une présidence tournante tous les quatre ans est inscrite dans les statuts.

## Historique
En novembre 1981, l'Aerospatiale et Aeritalia fusionnent leurs projets respectifs d'avion régional (AS-35 pour l’Aérospatiale et AIT 230 pour Aeritalia) : le 4 novembre 1981, à Paris, un accord est conclu pour le lancement de l'ATR 42, un avion confortable, facile à faire voler et à entretenir. Les avionneurs tablent alors sur un marché potentiel de plus de mille appareils de ce type. Le programme de l'ATR 42-300, le premier de la famille, est lancé en novembre 1981[réf. souhaitée].
En avril 1982, sont placées les premières commandes pour l'ATR 42, par Cimber Air, Command Airways (en), Air Littoral et Finnair[réf. souhaitée].
Le premier prototype vole pour la première fois le 16 août 1984 et l'avion est certifié en septembre 1985 par l'Italie et la France. Le 9 décembre 1985, il est mis en service commercial par la compagnie Air Littoral[réf. souhaitée].
Par rapport aux prototypes, les ATR 42-300 de série ont une masse maximale au décollage plus importante et une autonomie accrue. Les ATR 42-320 ont des moteurs différents pour de meilleures performances par temps chaud. Ces versions construites jusqu'en 1996 ont été remplacées depuis par l’ATR 42-500[réf. souhaitée].
Le deuxième avion construit par ATR est l'ATR 72, une version allongée de l'ATR 42 mise en service en 1989[réf. souhaitée].
L'entreprise connaît une période très difficile de la fin des années 1990 jusqu'en 2005, les avions à hélices étant durement concurrencés par les avions à réaction, portés par le bas coût du carburant ; ATR est menacé de fermeture. L'entreprise franco-italienne reprend son envol à la faveur de la crise pétrolière qui valorise l'exploitation économe de ces appareils. Les motorisations plus performantes (moins de bruit et de vibrations) de la « gamme 500 » gomment les handicaps des turbopropulseurs, à savoir leurs difficultés d’efficacité en haute altitude et leur vitesse de pointe limitée par rapport aux turboréacteurs. Témoin de cette crise de fin de siècle, seul Bombardier (ex-de Havilland Canada) reste concurrent sur ce créneau, alors que Fokker ou Dornier l'ont abandonné.
À la fin des années 2000, le groupe livre environ 50 appareils par an. Le 3 mai 2012, ATR livre son 1 000e avion, après une année 2011 historique avec 157 appareils vendus et 79 en option. Plus de 180 compagnies aériennes opèrent un de ces avions, record battu par le seul Boeing 737[réf. souhaitée].

## Depuis 2010
Avec ses ATR 42 et ATR 72 de la série 600, en service depuis fin 2010 (nouvelle avionique, nouvelle cabine), ATR est leader mondial sur le marché des avions turbopropulseurs de transport régional de 40 à 78 places. Sa part de marché dans les commandes d'avions de 50 à 90 places est de près de 40 % (commandes 2010-2014), et 80 % sur le segment des turbopropulseurs de cette catégorie.

### Production
Le fuselage et les empennages sont produits par Leonardo-Finmeccanica (ex-Alenia Aermacchi) à Pomigliano d'Arco, près de Naples en Italie. Les ailes sont assemblées par Airbus Atlantic, filiale d'Airbus, à Mérignac, près de Bordeaux dans le sud-ouest de la France. L'assemblage final, les tests et la livraison sont effectués par ATR à Toulouse sur le site d'Airbus de Saint-Martin-du-Touch.

### Commandes, livraisons
Le 5 septembre 1997, ATR franchit la barre symbolique des 500 livraisons.
Lors de l'édition 2011 du salon du Bourget, la compagnie européenne a annoncé avoir eu près de 78 commandes fermes, ce qui est une première historique. Son chiffre d'affaires en 2011 est de 1,3 milliard d'euros. En mai 2012, l'entreprise atteint les 1 200 commandes depuis sa création. Le 3 mai 2012, ATR livre son millième avion, un ATR 72-600 pour la compagnie espagnole Air Nostrum.
En 2012, ATR a vendu 115 appareils (74 ventes fermes et 41 options), et en a livré 64, ce qui constitue un record pour l'avionneur.
Lors de l'édition 2013 du salon du Bourget, la société bat un nouveau record avec plus de 83 commandes fermes pour un total de deux milliards d'euros.
En 2014, ATR a livré 83 appareils pour un chiffre d'affaires de 1,8 milliard de US$.
En 2015, ATR a livré 88 appareils pour un chiffre d'affaires de deux milliards de US$.
En janvier 2016, ATR a enregistré 1 538 commandes fermes et livré 1 278 appareils depuis le début du programme. Ces appareils sont utilisés par plus de deux cents opérateurs dans plus d'une centaine de pays sur les cinq continents. ATR commence l'année 2016 avec un carnet de commandes de 260 avions pour une valeur de 6,6 milliards de US$. En 2016, ATR a enregistré 36 commandes et livré 80 avions.
Depuis le début de l’année 2017, ATR a reçu des commandes pour l’achat de 89 appareils, assorties d’options pour 20 appareils supplémentaires. Le montant de ces contrats est évalué à plus de 2,3 milliards de dollars.
Depuis 2010, dans la catégorie des avions régionaux de moins de 90 sièges sur le marché mondial, ATR détient 37 % des ventes et 77 % des ventes si l'on considère uniquement la catégorie des avions turbopropulseurs.
En 2017, ATR enregistre 113 commandes fermes d'appareils, assorties de 40 options. Ce nombre de commandes vient tripler celui des commandes en 2016. Le fabricant de turbo-propulseurs a livré 80 appareils (soixante-dix ATR 72-600 et huit ATR 42-600 neufs et deux ATR d'occasion).
En 2020, la crise économique du Covid-19 fait que seulement 10 appareils sont livrés contre 72.
Le 1600e est livré le 16 décembre 2021. Le 1700e l'est le 26 août 2024.

## Gamme

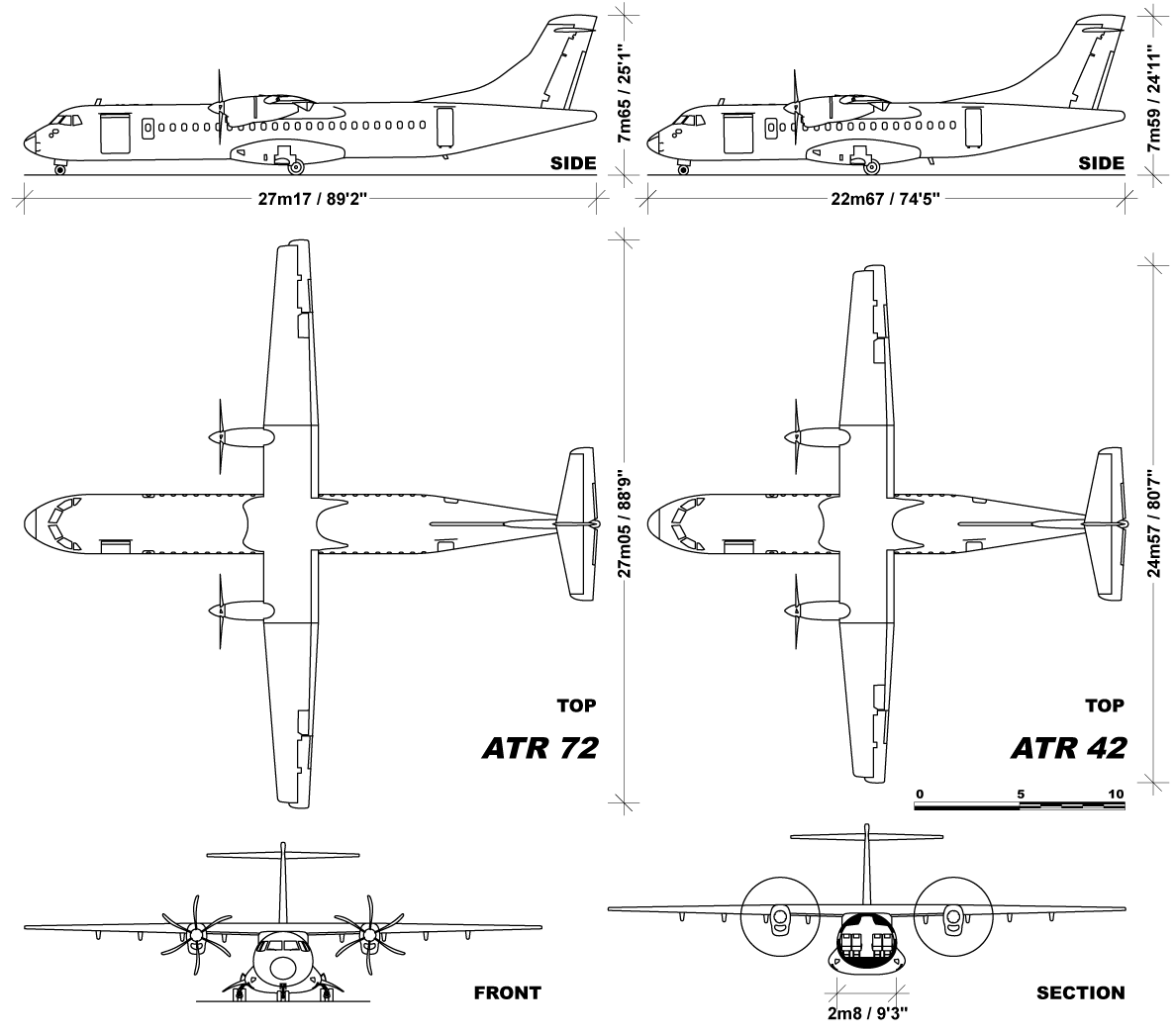
Vues techniques comparatives.

Les ATR 42 et ATR 72 sont une famille d'avions à aile haute, bi-turbopropulseurs. Les avions ATR bénéficient de la cabine la plus vaste du marché des avions régionaux[réf. nécessaire].
En 2007, l'ATR 72 est devenu le premier turbopropulseur à être équipé d'un système de divertissement en vol, alors que ce système n'est alors installé que sur les jets long-courrier[réf. nécessaire]. Les avions de la gamme ATR autrefois propulsés par des hélices à quatre pales Hamilton Standard (14SF) sont équipés de propulseurs Pratt & Whitney à six pales Ratier-Figeac (568F) depuis la version 500. L'avionique (système de gestion de vol FMS) est quant à elle fournie par Thales Avionics.

Différents modèles ATR
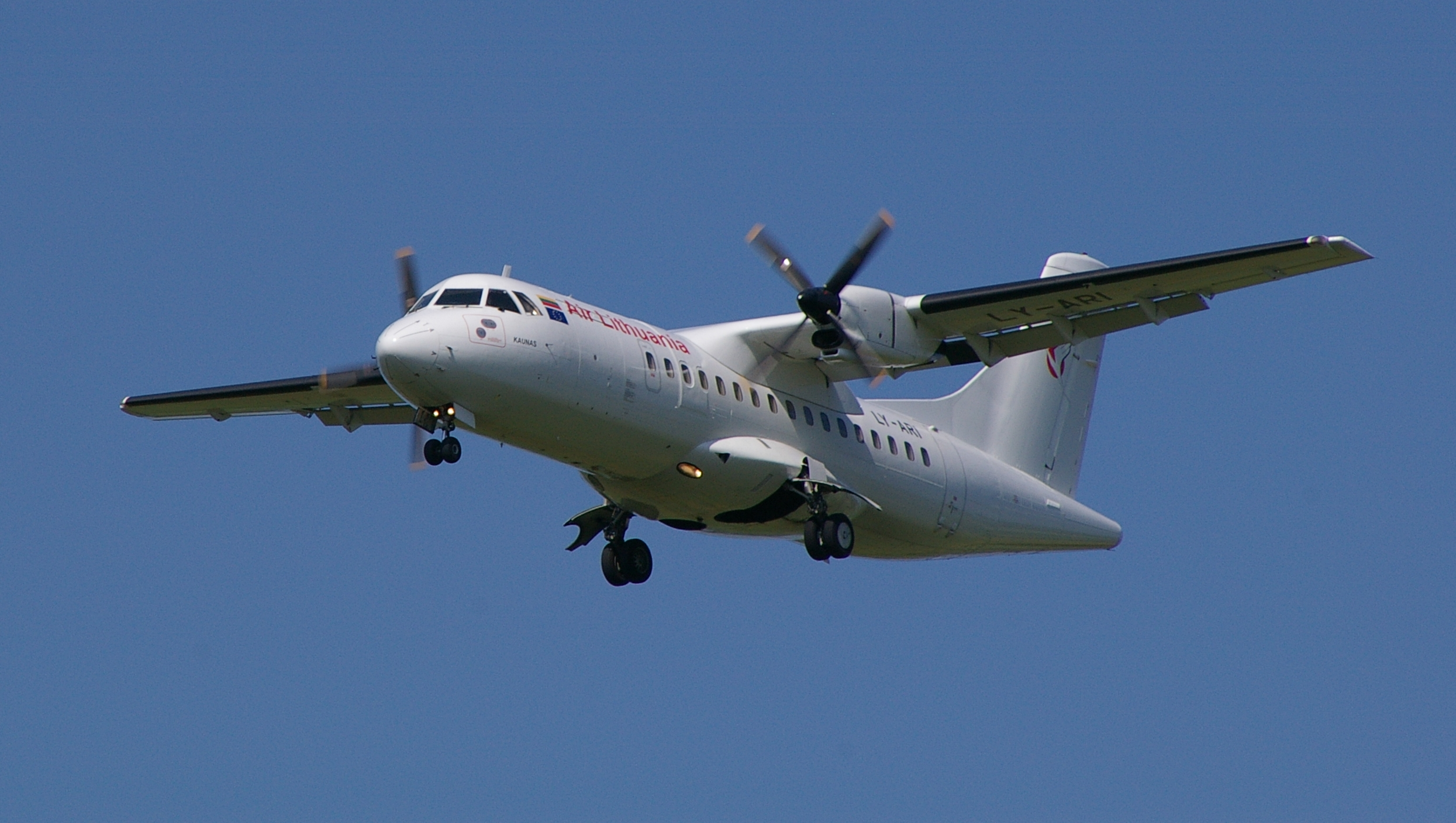
ATR 42-300.
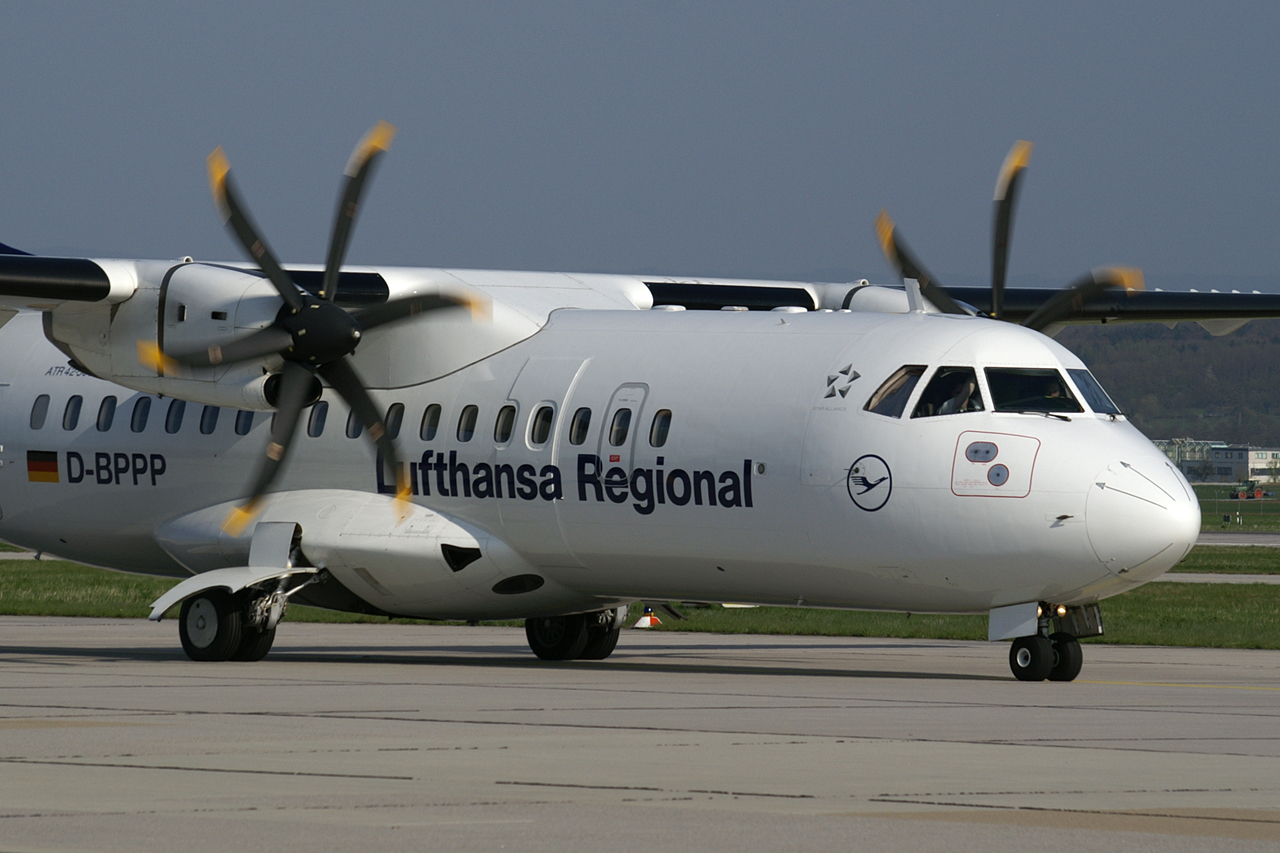
ATR 42-500.
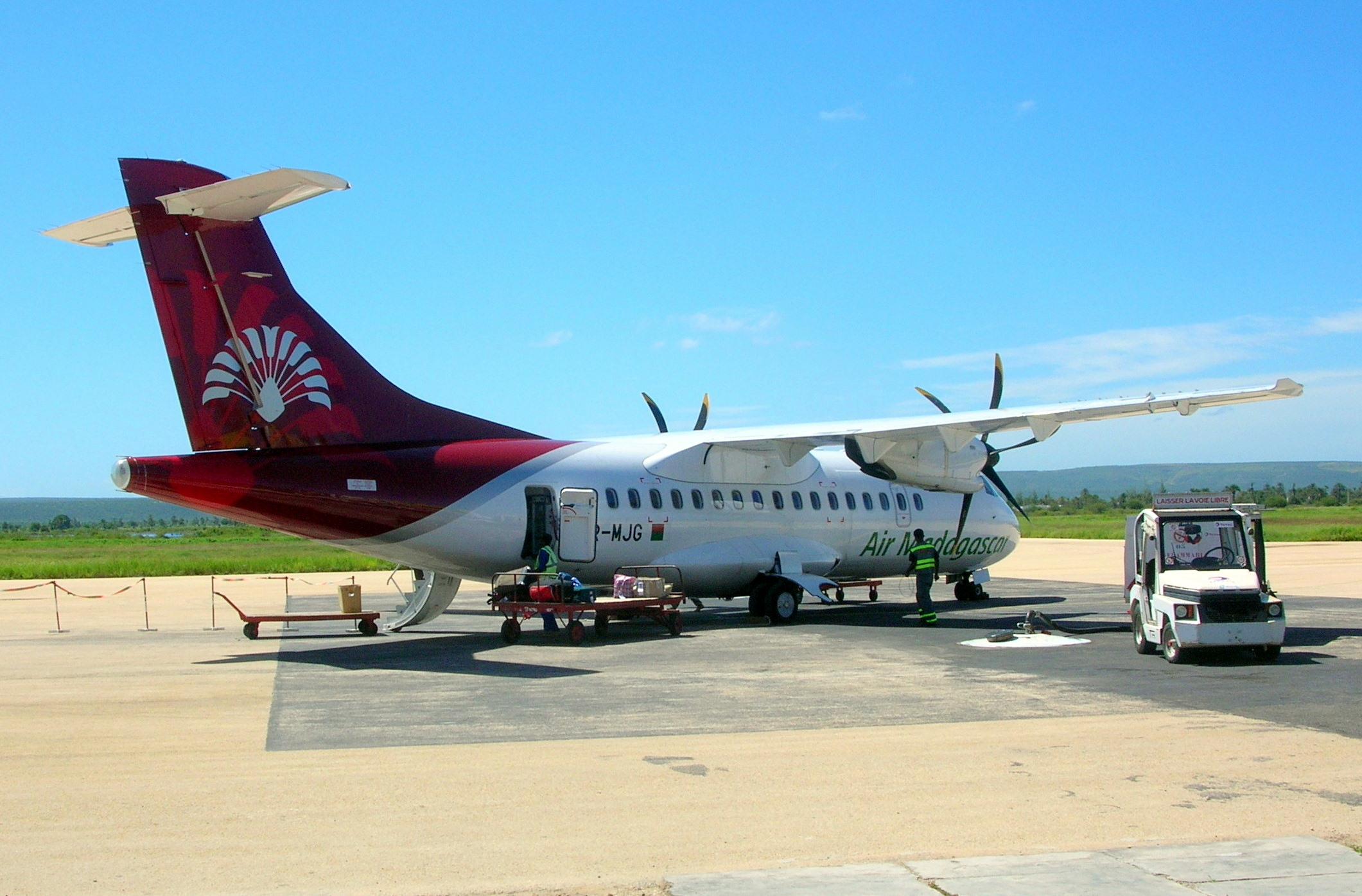
ATR 42-500.
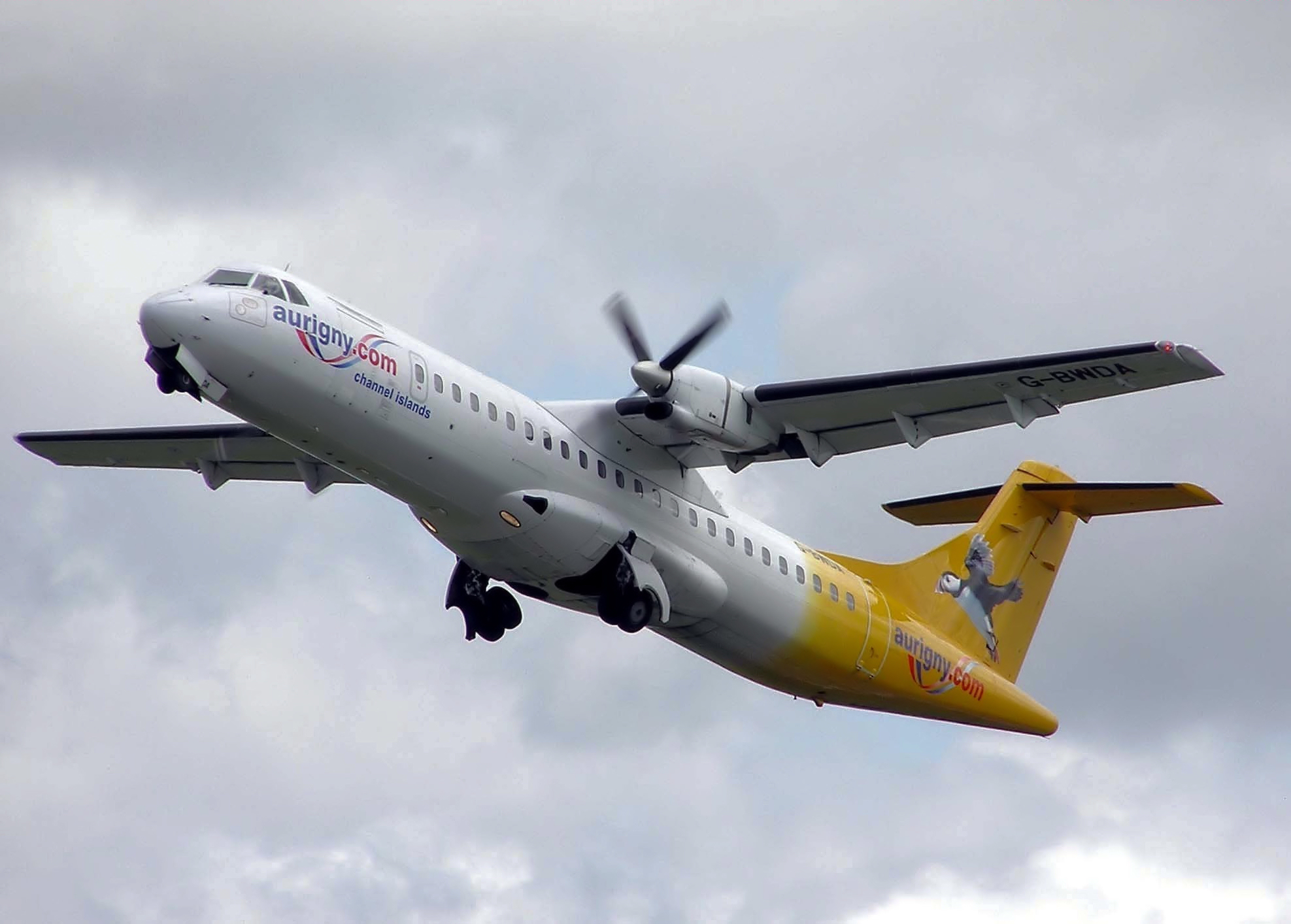
ATR 72-200.
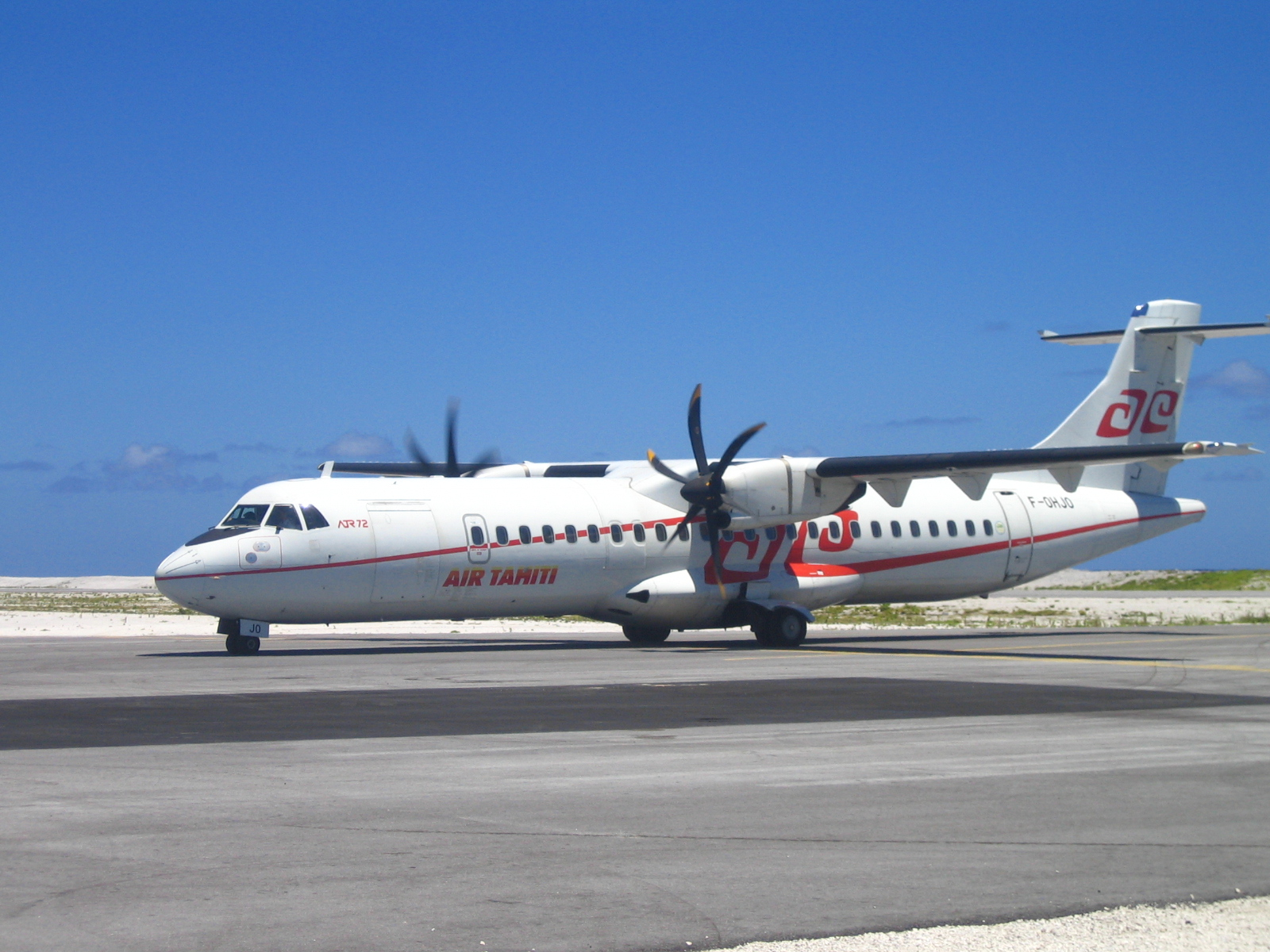
ATR 72-500.
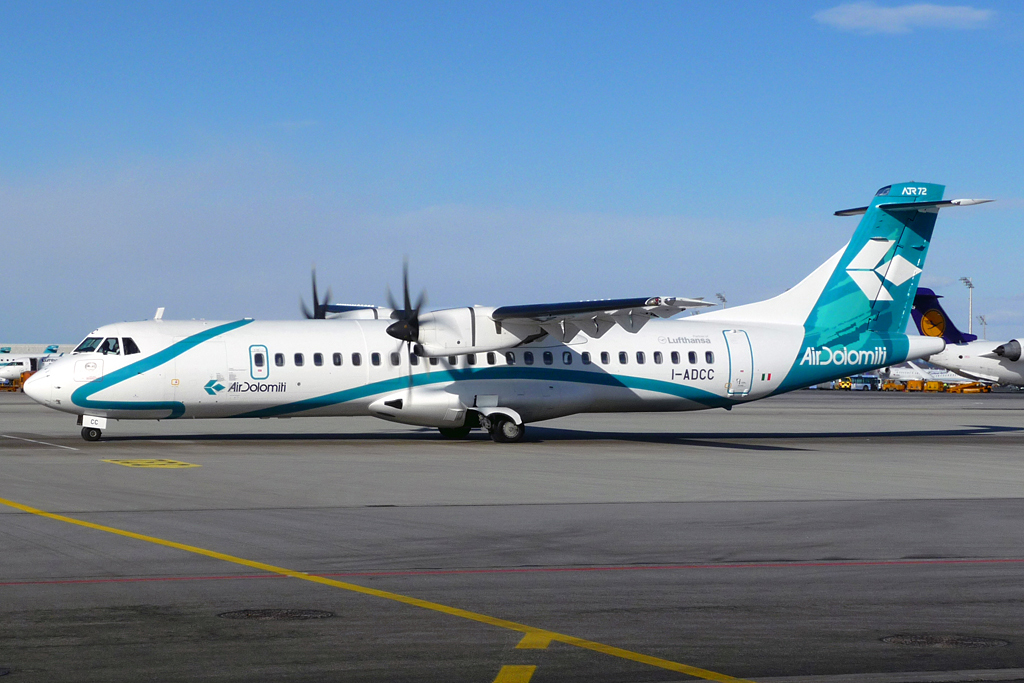
ATR 72-212A (72-500).
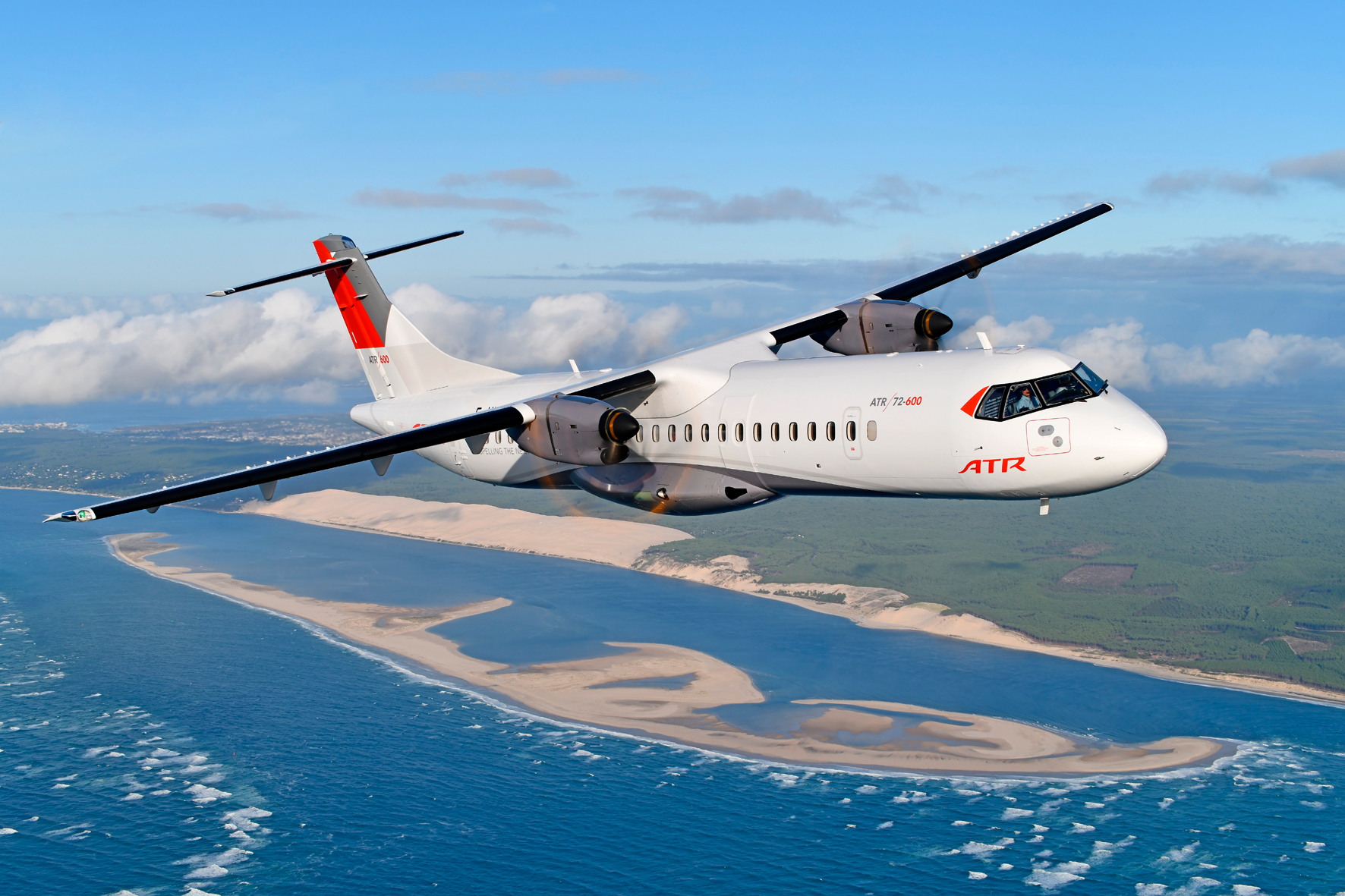
ATR 72-600.
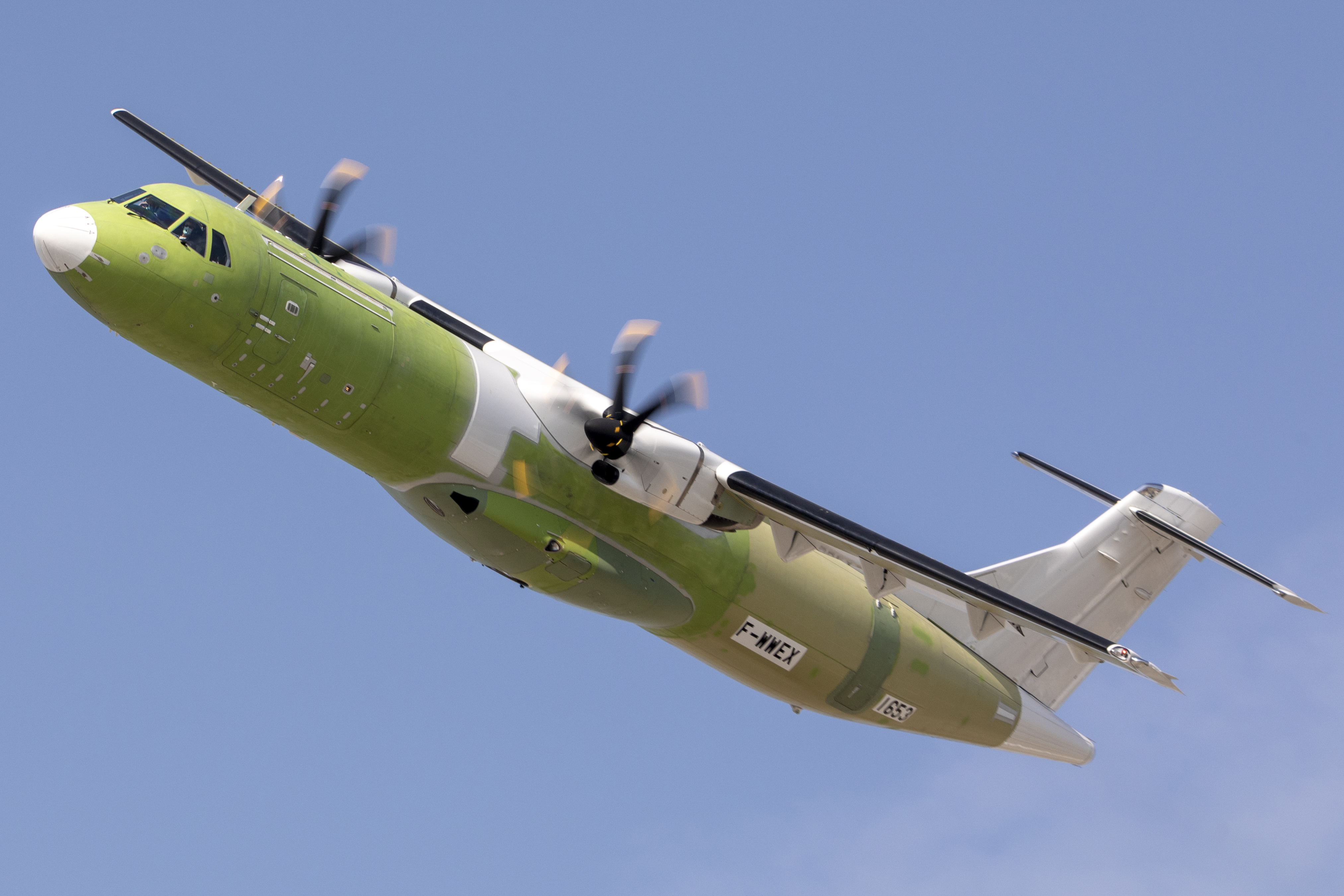
ATR 72-600F (Freighter).

|                                | ATR 42-300            | ATR 42-500            | ATR 72-200            | ATR 72-500            | ATR 72-600            |
| ------------------------------ | --------------------- | --------------------- | --------------------- | --------------------- | --------------------- |
| Envergure                      | 24,57 m               | 24,57 m               | 27,05 m               | 27,05 m               | 27,05 m               |
| Longueur                       | 22,67 m               | 22,67 m               | 27,22 m               | 27,22 m               | 27,22 m               |
| Hauteur                        | 7,58 m                | 7,58 m                | 7,65 m                | 7,65 m                | 7,65 m                |
| Surface alaire                 | 54,5 m2               | 54,5 m2               | 61 m2                 | 61 m2                 | 61 m2                 |
| Masse à vide                   | 10 600 kg             | 11 250 kg             | 12 500 kg             | 12 950 kg             | 13 500 kg             |
| Masse maximale au décollage    | 16 700 kg             | 18 600 kg             | 21 500 kg             | 22 000 kg             | 23 000 kg             |
| Masse maximum à l'atterrissage | 16 400 kg             | 18 300 kg             | 21 850 kg             | 21 850 kg             | 22 350 kg             |
| Passagers                      | 48                    | 48                    | 74                    | 74                    | 78                    |
| Masse de carburant             | 4 500 kg              | 4 500 kg              | 5 000 kg              | 5 000 kg              | 5 000 kg              |
| Masse marchande maximale       | 4 600 kg              | 5 450 kg              | 7 000 kg              | 7 500 kg              | 7 500 kg              |
| Moteurs                        | 2 x PWC 120E 1 340 kW | 2 x PWC 127E 1 610 kW | 2 x PWC 124B 1 610 kW | 2 x PWC 127F 2 052 kW | 2 x PWC 127M 2 052 kW |
| Vitesse maximale               | 500 km/h              | 556 km/h              | 526 km/h              | 565 km/h              | 565 km/h              |
| Plafond pratique               | 7 620 m               | 7 620 m               | 7 620 m               | 7 620 m               | 7 620 m               |
| Distance franchissable         | 1 580 km              | 1 580 km              | 1 600 km              | 1 600 km              | 1 600 km              |

## Direction
| Identité                   | Période        | Période            |
| Identité                   | Début          | Fin                |
| -------------------------- | -------------- | ------------------ |
| Antoine Bouvier            | 1998           | 2001               |
| Jean-Michel Léonard (d)    | juin 2001      | mai 2004           |
| Filippo Bagnato            | 1er juin 2004  | 1er septembre 2007 |
| Stéphane Mayer (d)         | 2007           | 2010               |
| Filippo Bagnato            | 2010           | 1er juin 2014      |
| Patrick de Castelbajac (d) | juin 2014      | octobre 2016       |
| Christian Scherer (en),    | octobre 2016   | septembre 2018     |
| Stefano Bortoli (d),       | septembre 2018 | septembre 2022     |
| Nathalie Tarnaud Laude (d) | septembre 2022 | En cours           |

## Activité de lobbying
Pour l'année 2017, ATR déclare à la Haute Autorité pour la transparence de la vie publique exercer des activités de lobbying en France pour un montant qui n'excède pas 25 000 euros.

## Projet
Le 18 mai 2022, ATR annonce vouloir travailler en collaboration avec des compagnies aériennes, motoristes et fournisseurs de systèmes dans l'objectif de lancer un nouveau programme en 2023 pour développer la famille des ATR 'EVO', un avion plus économique et durable. La mise sur le marché serait prévue pour 2030[source secondaire souhaitée].
Le 20 juin 2023 durant le salon du Bourget, ATR a déclaré repousser la prise de décision sur le programme 'EVO' à d'ici 2025.